# Slagseghet
Slagseghet, ett materials förmåga att motstå en hastigt pålagd belastning. Slagseghet är av stor teknisk betydelse, men problem med slagseghet beror allt som oftast på sporadiskt uppkommen sprödhet som inte är materialkarakteristisk. Den är beroende av många variabler, några av de starkast påverkande är temperatur, spänningskoncentration, närvaro av kemikalier etc.